# Presidenti della Provincia di Monza e della Brianza
Questo elenco riporta i presidenti della Provincia di Monza e della Brianza.

## Presidenti della Provincia

### Eletti direttamente dai cittadini (2009-2014)
Coalizioni:

  Giunte di centro-sinistra
  Giunte di centro-destra
| Nº | Ritratto | Ritratto | Nome                                      | Mandato         | Mandato         | Partito                 | Coalizione | Elezione |
| Nº | Ritratto | Ritratto | Nome                                      | Inizio          | Fine            | Partito                 | Coalizione | Elezione |
| -- | -------- | -------- | ----------------------------------------- | --------------- | --------------- | ----------------------- | ---------- | -------- |
| –  |          |          | Luigi Piscopo (Commissario straordinario) | 7 dicembre 2004 | 8 giugno 2009   | —                       | —          | —        |
| 1  |          |          | Dario Allevi                              | 8 giugno 2009   | 13 ottobre 2014 | Il Popolo della Libertà | PdL-LN     | 2009     |

### Eletti dai sindaci e consiglieri della provincia (dal 2014)
| Nº | Nº                 | Ritratto          | Nome                                                 | Mandato         | Mandato           | Partito             | Elezione            |
| Nº | Nº                 | Ritratto          | Nome                                                 | Inizio          | Fine              | Partito             | Elezione            |
| -- | ------------------ | ----------------- | ---------------------------------------------------- | --------------- | ----------------- | ------------------- | ------------------- |
| 2  |                    |                   | Pietro Luigi Ponti                                   | 13 ottobre 2014 | 26 giugno 2017    | Partito Democratico | 2014                |
| –  |                    |                   | Roberto Invernizzi (Vicepresidente facente funzioni) | 26 giugno 2017  | 28 settembre 2017 | Partito Democratico | 2014                |
| 3  | Roberto Invernizzi | 28 settembre 2017 | 26 maggio 2019                                       | 2017            |                   | Partito Democratico |                     |
| –  |                    |                   | Concetta Monguzzi (Vicepresidente facente funzioni)  | 2017            | 26 maggio 2019    | 27 luglio 2019      | Partito Democratico |
| 4  |                    |                   | Luca Santambrogio                                    | 27 luglio 2019  | 4 marzo 2024      | Lega Nord           | 2019                |
| 4  | 4 marzo 2024       | in carica         | Luca Santambrogio                                    | 2024            |                   | Lega Nord           |                     |